# 米拉弗洛雷斯區 (瓦馬利埃斯省)

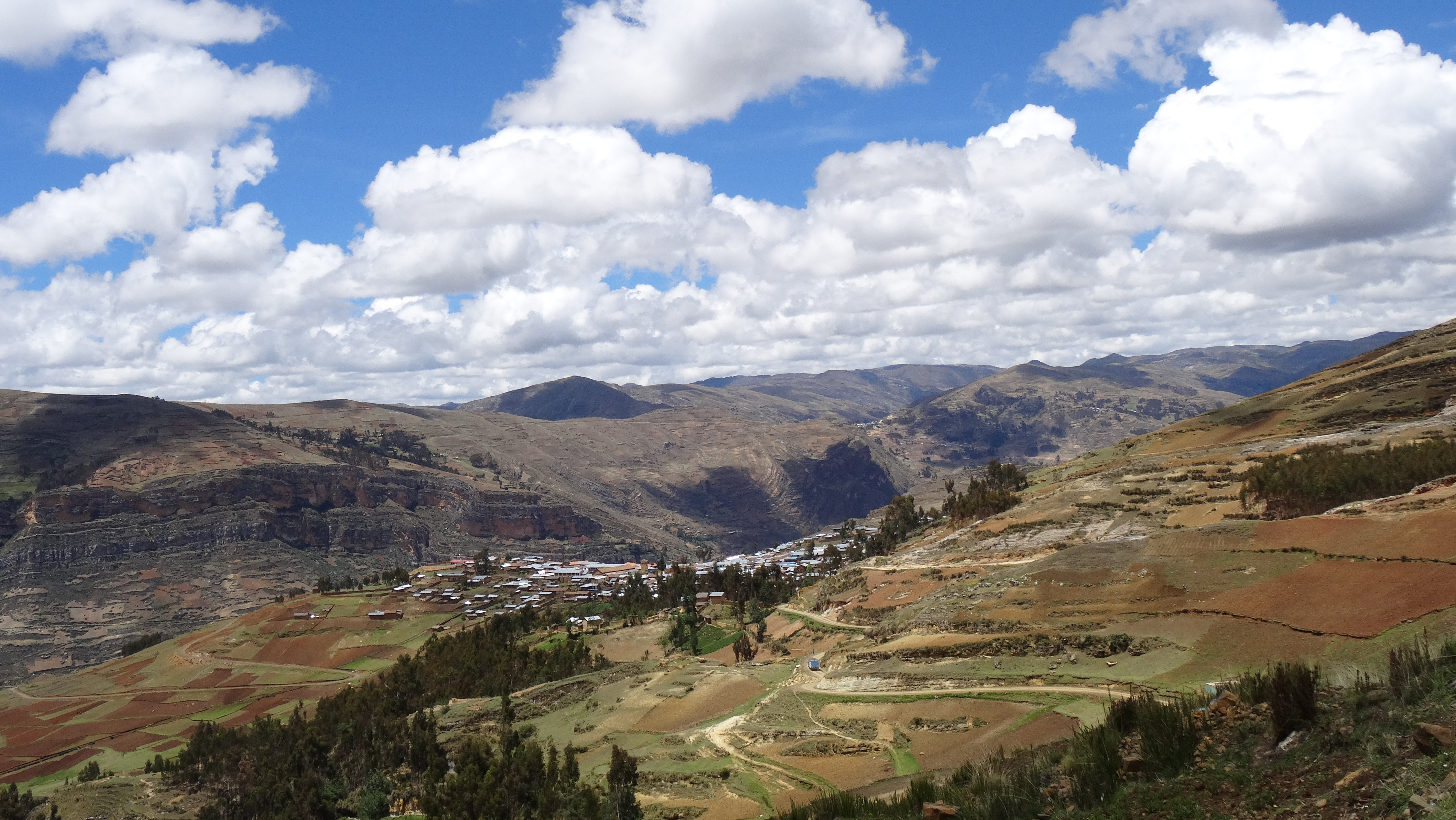

9°29′40″S 76°49′11″W / 9.4945°S 76.8196°W
米拉弗洛雷斯區（西班牙語：Distrito de Miraflores），是秘魯的一個區，位於該國中部瓦努科大區的瓦馬利埃斯省，始建於1936年7月15日，面積96.7平方公里，海拔高度3,667米，2005年人口3,727，人口密度每平方公里39人。